# Rejon chocimski (Białoruś)
Rejon chocimski (biał. Хоцімскі раён) – rejon we wschodniej Białorusi, w obwodzie mohylewskim. Leży na terenie dawnego powiatu klimowickiego oraz guberni smoleńskiej.